# منزل حميد (جبلة)

تعديل مصدري - تعديل

منزل حميد هي إحدى قرى عزلة انامر اعلى بمديرية جبلة التابعة لمحافظة إب، بلغ تعداد سكانها 530 نسمة حسب تعداد اليمن لعام 2004.